# Bucculatrix albertiella
Bucculatrix albertiella är en fjärilsart som beskrevs av August Busck 1909. Bucculatrix albertiella ingår i släktet Bucculatrix och familjen kronmalar. Inga underarter finns listade i Catalogue of Life.